# Aufnahmeformat
Als Aufnahmeformat (Bildformat, Negativformat) bezeichnet man in der Fotografie die Abmessungen des Bildes auf fotografischen Platten oder Filmen beziehungsweise in der Digitalfotografie auf dem Bildsensor. Davon zu unterscheiden ist das Filmformat (Breite des Films) und seine Konfektionierung (Längenzuschnitt, Anzahl der aufnehmbaren Bilder).
Oft verwechselt werden Aufnahme- beziehungsweise Bildformat mit dem Grafikformat, welches den Aufbau einer Bilddatei beschreibt.

## Seitenverhältnis
Jedes Aufnahmeformat weist ein charakteristisches Seitenverhältnis auf, das bei der Kleinbildfotografie und vielen digitalen Spiegelreflexkameras 1,5:1 (3:2; in Anlehnung an Druck- und Papierformate), bei der Digitalfotografie mit Kompaktkameras dagegen in der Regel 1,33 (4:3; in Anlehnung an das Seitenverhältnis des traditionellen Fernseh- oder Videobildes) beträgt.

## Aufnahmeformate von fotografischen Platten
Ottomar Anschütz fotografierte mit seinem Elektrotachyscop auf Glasplatten im Format 9 cm × 13 cm, was dem heutigen Großformat entspricht.
Noch um 1890 war das am weitesten verbreitete Negativformat 13 cm × 18 cm; das in den 1890er Jahren aufkommende Format 9 cm × 12 cm galt als „Kleinbild“ und technisch minderwertig.
Die klassischen Aufnahmeformate wurden in der Frühzeit der Fotografie international normiert; folgende Plattengrößen waren verbreitet:
| Ganzplatte     | 165 mm × 216 mm | 6½″ × 8½″ |
| Halbplatte     | 120 mm × 165 mm | 4¾″ × 6½″ |
| Viertelplatte  | 083 mm × 108 mm | 3¼″ × 4¼″ |
| Sechstelplatte | 070 mm × 83 mm  | 2¾″ × 3¼″ |
| Neuntelplatte  | 051 mm × 64 mm  | 2″ 0× 2½″ |

Noch größere Formate wurden als Doppelformat oder auch Mammutformat bezeichnet, sie waren jedoch nicht standardisiert. Der Daguerreotypist John Edwin Mayall fotografierte beispielsweise Mitte des 19. Jahrhunderts eine Serie von Aufnahmen im Mammutformat 24 × 34 cm vom Kristallpalast während der ersten Weltausstellung in London (1851).

## Aufnahmeformate von fotografischem Film

### Übersicht
Auswahl wichtiger fotografischer Aufnahmeformate:

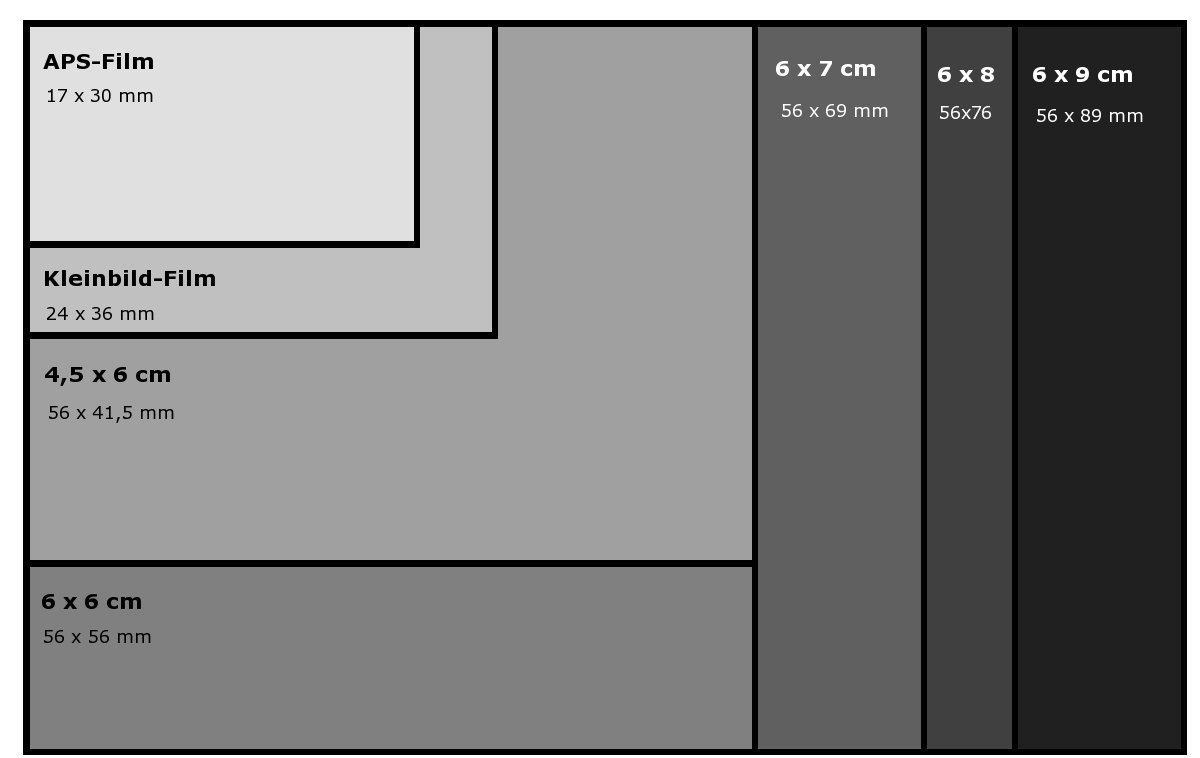
Vergleich der Aufnahmeformate des APS-, Kleinbild und Mittelformats (Abb. nicht 1:1)

### Kleinstbildfotografie
Die (noch nicht standardisierten) Miniaturkameras der 1850er Jahre verwendeten häufig fotografische Platten mit einer Seitenlänge von 2,5 cm, so beispielsweise die Apparate von Thomas Skaife (1858) und Charles Piazzi Smyth (1859 ff.). Diese Negative wurden – was zu dieser Zeit vollkommen unüblich war – vergrößert.
Das kleinste handelsübliche Aufnahmeformat ist das Minox-Kleinstbildformat 8 mm × 11 mm.
Filme für Kleinstbildkameras für 16-mm-Film der späten 1960er Jahre mussten zunächst selbst konfektioniert werden; sie verwendeten ein Aufnahmeformat von 10 mm × 14 mm, für das später auch Kassetten angeboten wurden (z. B. Minolta-16).
Minolta führte 1970 eine fertig konfektionierte Kassette mit 16-mm-Film ein, die das 50 Prozent größere Aufnahmeformat 12 mm × 17 mm verwendete.

### Advanced Photo System
Der APS-Film des 1996 eingeführten Advanced Photo Systems (APS), die letzte bedeutende fotochemische Neuentwicklung der 1990er Jahre, weist ein Negativformat von 16,7 mm × 30,2 mm auf. Der APS-Film selbst ist 24 mm breit.
Bei Einführung des APS-Films gingen manche Hersteller davon aus, dass der Kleinbildfilm 135 in den nächsten 5–10 Jahren durch das Advanced Photo Systems (APS) verdrängt würde. Tatsächlich stellten allerdings die letzten verbliebenen Hersteller Kodak und Fuji die Produktion von APS-Filmen im Jahr 2011 ein.

### Kodak Instamatic (126er) und Agfa Rapid
Die Instamatic-Kassetten (126er) aus den 1960er Jahren hatten das Aufnahmeformat von 1⅛″ × 1⅛″ (28,6 mm × 28,6 mm), die Filmbreite betrug 35 mm; der Film selbst ist zum üblichen 35-mm-Kleinbildfilm nicht kompatibel. Dieser Film wird heute nur noch als Farbfilm in der Filmempfindlichkeit ISO 200 von einem italienischen Hersteller und nur in sehr geringen Stückzahlen hergestellt. Die völlige Einstellung der Produktion weltweit ist absehbar.
Das Agfa-Rapid-Format aus der Mitte der 1960er Jahre verwendete das quadratische Aufnahmeformat 24 mm × 24 mm bei 24 Bildern pro Film.

### Pocket-Kameras (110er)
Pocket-Kameras der 1970er Jahre verwendeten 110er-Filmkassetten mit dem Format 13 mm × 17 mm. Obwohl keine neuen Kameras für diesen Film mehr hergestellt werden, sind die Filme relativ unproblematisch erhältlich und werden von jedem Großlabor verarbeitet.

### Kodak Disc
Die 1982 eingeführte Kodak Disc verwendete ein Negativformat von ca. 8 mm × 10,5 mm. Auf eine Disc konnten 15 Aufnahmen gemacht werden. Kameras für dieses Format wurden bis etwa 1988 und Filme bis 1998 hergestellt. Heutzutage haben die meisten Großlabors keine Maschinen mehr zur Vergrößerung oder gar Entwicklung von Disc-Filmen, so dass die Besitzer von Disc-Negativen weniger Möglichkeiten haben, Abzüge machen zu lassen.

### Kleinbildfotografie (135er)
Kleinbildformat 24 mm × 36 mm:
Das Kleinbildformat von 24 mm × 36 mm ergab sich 1913 mit der Entwicklung der „Ur-Leica“ aus der Verwendung des 35-mm-Kinofilms. Während der Rohfilm bei einer Filmkamera mit Schrittschaltwerk („Klassiker“ sind Mitchell, Panavision und Arriflex) vertikal am Bildfenster geführt wird und sich das Aufnahmeformat 18 mm × 24 mm ergibt, nutzte man bei der Leica das doppelte Format 24 mm × 36 mm, indem hier der Film horizontal angelegt ist. Da zur ursprünglichen Idee der Leica auch das Herstellen von Standfotos und das Dokumentieren von Szenenanschlüssen gehörte, war dieses Filmmaterial kompatibel und konnte im selben Kopierwerk zusammen mit dem Kinomaterial entwickelt werden.
Der beidseitig perforierte Kleinbildfilm wird konfektioniert aus 35-mm-Film als Rollfilm. Handelsübliche Konfektionierungen sind für die Filmkamera 122 m (= 400 ft. / entsprechend ca. 4 Min.), 305 m (= 1000 ft. / entsprechend ca. 11 Min.) und in der Fotografie 12, 24 und 36 Bilder (netto 1,37, brutto 1,65 m).
In der Geschichte der Fototechnik wurde auch mehrfach mit Halbformaten experimentiert, beispielsweise durch Halbierung des Kleinbildfilms. Halbformatkameras verwenden 35-mm-Film im Format 18 mm × 24 mm; dieses Format entspricht also wieder dem ursprünglich verwendeten 35-mm-Kinofilm (Bildanzahl: 24, 48, 72).
Mit dem Format 24 mm × 24 mm der in den 1950er Jahren gebauten Kleinbildkamera Zeiss Ikon Taxona sind ca. 50 Aufnahmen je Film möglich.
Panoramakameras verwenden 35-mm-Film beispielsweise mit dem Format 24 mm × 65 mm.
Ein Grund für die erstaunliche Dauerhaftigkeit des Kleinbildformats über rund 80 Jahre liegt möglicherweise in einer Erkenntnis, die schon Oskar Barnack aus Berechnungen zum Auflösungsvermögen des menschlichen Auges gewonnen hatte: Die optimale Bildgröße für fotografischen Film liegt demnach bei 22 mm × 33 mm.

### Mittelformatfotografie (120er, 220er und weitere)
Das Mittelformat ist nach wie vor im Bereich der anspruchsvollen Amateure und Profis ein beliebtes Format, da es wegen der größeren Negativfläche mehr Informationen speichern kann und damit eine bessere Bildqualität liefert als das Kleinbildformat, aber gegenüber dem Großformat noch flexibel einsetzbar bleibt – Mittelformatfilm wird konfektioniert als Rollfilm. Moderne Mittelformatkameras bieten annähernd den Komfort moderner Kleinbildkameras.
Heute wird das Mittelformat überwiegend in der professionellen Fotografie mit Digitalrückteilen eingesetzt. Es ist derzeit unklar, ob das Mittelformat langfristig überleben kann, da die Kosten für Digitalrückteile ein Mehrfaches von denen für digitale Kleinbildspiegelreflexkameras betragen.
| Bezeichnung | Bildgröße                        | Fläche rel. zum Kleinbildformat | Größenschema                           |
| --- | -------------------------------- | ------------------------------- | -------------------------------------- |
| Kleinstes Mittelformat 6 × 4,5 (auch 645 genannt, Seitenverhältnis 4:3) | 56 mm × 41,5 mm                  | 2,7×                            | Kleinstes Mittelformat 4,5 cm × 6 cm.  |
| Klassisches Mittelformat 6 × 6 (auch Quadrat genannt, Seitenverhältnis 1:1) | 56 mm × 56 mm                    | 3,6×                            | Klassisches Mittelformat 6 cm × 6 cm.  |
| Rechteckiges Mittelformat 6 × 7 Dieses Format wird auch Idealformat genannt, da es sich optimal auf die meisten Papiergrößen vergrößern lässt und dem natürlichen Blickfeld des Menschen sehr nahekommt. (Seitenverhältnis 5:4) | 56 mm × 69 mm oder 56 mm × 72 mm | 4,5× 4,7×                       | Rechteckiges Mittelformat 6 cm × 7 cm. |
| Rechteckiges Mittelformat 6 × 8 (Seitenverhältnis 4:3) | 56 mm × 76 mm                    | 4,9×                            | Rechteckiges Mittelformat 6 cm × 7 cm. |
| Rechteckiges Mittelformat 6 × 9 (Seitenverhältnis 3:2) | 56 mm × 89 mm                    | 5,8×                            | Rechteckiges Mittelformat 6 cm × 9 cm. |

### System der Rollfilme
Der B-II-Normalfilm wurde 1932 standardisiert auf acht Aufnahmen 6 cm × 9 cm (B2-8); zuvor hatte der B-2-Film in Deutschland nur sechs (B2-6) bzw. bei der „Kurzspule“ nur vier Aufnahmen (B2-4). Die deutschen Bezeichnungen waren bis etwa 1960 in Benutzung.
| Kodak-Nummer | Deutsche Bezeichnung                 | Bildformat                               | Aufnahmen |
| ------------ | ------------------------------------ | ---------------------------------------- | --------- |
| 116          | D-6                                  | 6,5 × 11 cm                              | 6         |
| 129          | N-6                                  | 5 × 7,5 cm                               | 6         |
| 127          | A-8                                  | 3 × 4 cm                                 | 16        |
| 127          | A-8                                  | 4 × 4 cm                                 | 12        |
| 127          | A-8                                  | 4 × 6,5 cm                               | 8         |
| 120          | B2-4 (Kurzspule)                     | 4,5 × 6 cm, 6 × 6 cm, 6 × 7 cm, 6 × 9 cm | je 4      |
| 120          | B2-6                                 | 4,5 × 6 cm, 6 × 6 cm, 6 × 7 cm, 6 × 9 cm | je 6      |
| 120          | B2-8 (Standardisiert ab 1932)        | 4,5 × 6 cm                               | 16        |
| 120          | B2-8 (Standardisiert ab 1932)        | 6 × 6 cm                                 | 12        |
| 120          | B2-8 (Standardisiert ab 1932)        | 6 × 7 cm                                 | 10        |
| 120          | B2-8 (Standardisiert ab 1932)        | 6 × 9 cm                                 | 8         |
| 620          | PB 20 (wie 120er, aber andere Spule) | 4,5 × 6 cm                               | 16        |
| 620          | PB 20 (wie 120er, aber andere Spule) | 6 × 6 cm                                 | 12        |
| 620          | PB 20 (wie 120er, aber andere Spule) | 6 × 7 cm                                 | 10        |
| 620          | PB 20 (wie 120er, aber andere Spule) | 6 × 9 cm                                 | 8         |

Als Kleinbild galt um 1908 das Format 4,5 cm × 6 cm, ein heutiges Mittelformat. In den 1920er und 1930er Jahren waren noch diverse andere Mittelformat-Varianten verbreitet wie 65 mm × 90 mm, 40 mm × 65 mm. Boxkameras verwendeten die Aufnahmeformate 6,5 cm × 11 cm, 6 cm × 9 cm (2¼″ × 3¼″), 5 cm × 7,5 cm, 4,5 cm × 6 cm (Halbierung von 6 cm × 9 cm), 3 cm × 4 cm (Halbierung des Formats 4 cm × 6,5 cm auf Film 127). Der erste industriell gefertigte Fotoapparat, die berühmte Kodak Nr. 1 (You press the button, we do the rest), zeichnete runde (!) Bilder mit einem Durchmesser von 65 mm auf.
Das Mittelformat war bis Ende der 1950er Jahre noch sehr stark verbreitet; in dieser Zeit hatte sich die Kleinbildfotografie noch nicht durchgesetzt, entsprechende Kompaktkameras gab es noch nicht und die Boxkameras mit Mittelformat-Rollfilm dominierten.
Rollfilme in anderen Konfektionierungen als 120 oder 220 werden von den großen Herstellern nicht mehr angeboten; jedoch gibt es spezielle Firmen in den USA, die sich auf Filme für klassische Kameras spezialisiert haben und fast jedes Rollfilmformat bei entsprechend hohen Preisen einzeln anfertigen. In jüngster Zeit gibt es sogar einen Hersteller aus Kroatien, der auf alten, aus Deutschland gekauften Maschinen wieder 127er Filme herstellt und anbietet. Die Verarbeitung im Großlabor bereitet jedoch Schwierigkeiten, da der Film mit einer Breite von 4 cm nicht in die modernen Vergrößerungsgeräte eingelegt werden kann. Wenn also Abzüge gemacht werden sollen, ist teurere Handarbeit nötig.

### Großformatfotografie
Großformate 9 cm × 12 cm (exakt: 89 mm × 119 mm), 4″ × 5″ (exakt: 100 mm × 126 mm), 13 cm × 18 cm (5″ × 7″), 18 cm × 24 cm (8″ × 10″), 30 cm × 40 cm:
Großformatfilm wird blattweise konfektioniert als Planfilm.

## Digitalfotografie

Vergleich gängiger Sensorformate

Größen von Bildsensoren in der Digitalfotografie reichen von ⅙″ in alten Camcordern über ⅙″ bis 1⁄1,7″ in Smartphones über Micro Four Thirds und APS-C in Systemkameras über das „Vollformat“ (Kleinbildformat) bis hin zum Mittelformat. Am weitesten verbreitet bei digitalen Kompaktkameras ist das Seitenverhältnis 1,33 (4:3). Digitale Spiegelreflexkameras weisen meistens ein Seitenverhältnis auf, welches dem des Kleinbildfilms von 1,5 (3:2) entspricht. Digitale Rückteile für Mittelformatkameras weisen die dort üblichen Seitenverhältnisse 4:3 und 1:1 auf. Das Seitenverhältnis des Bildsensors der spiegellosen Mittelformat-Systemkameras der Fujifilm-GFX-Reihe beträgt 4:3.